# رونالد ایوانز
رونالد اوانز جونیور (به انگلیسی: Ronald Evans, Jr.) فضانورد اهل ایالات متحده آمریکا است که در ۱۰ نوامبر ۱۹۳۳ میلادی در سنت فرانسیس، کانزاس زاده شد. وی در مأموریت آپولو ۱۷ حضور داشته است.